# Asano Naganori

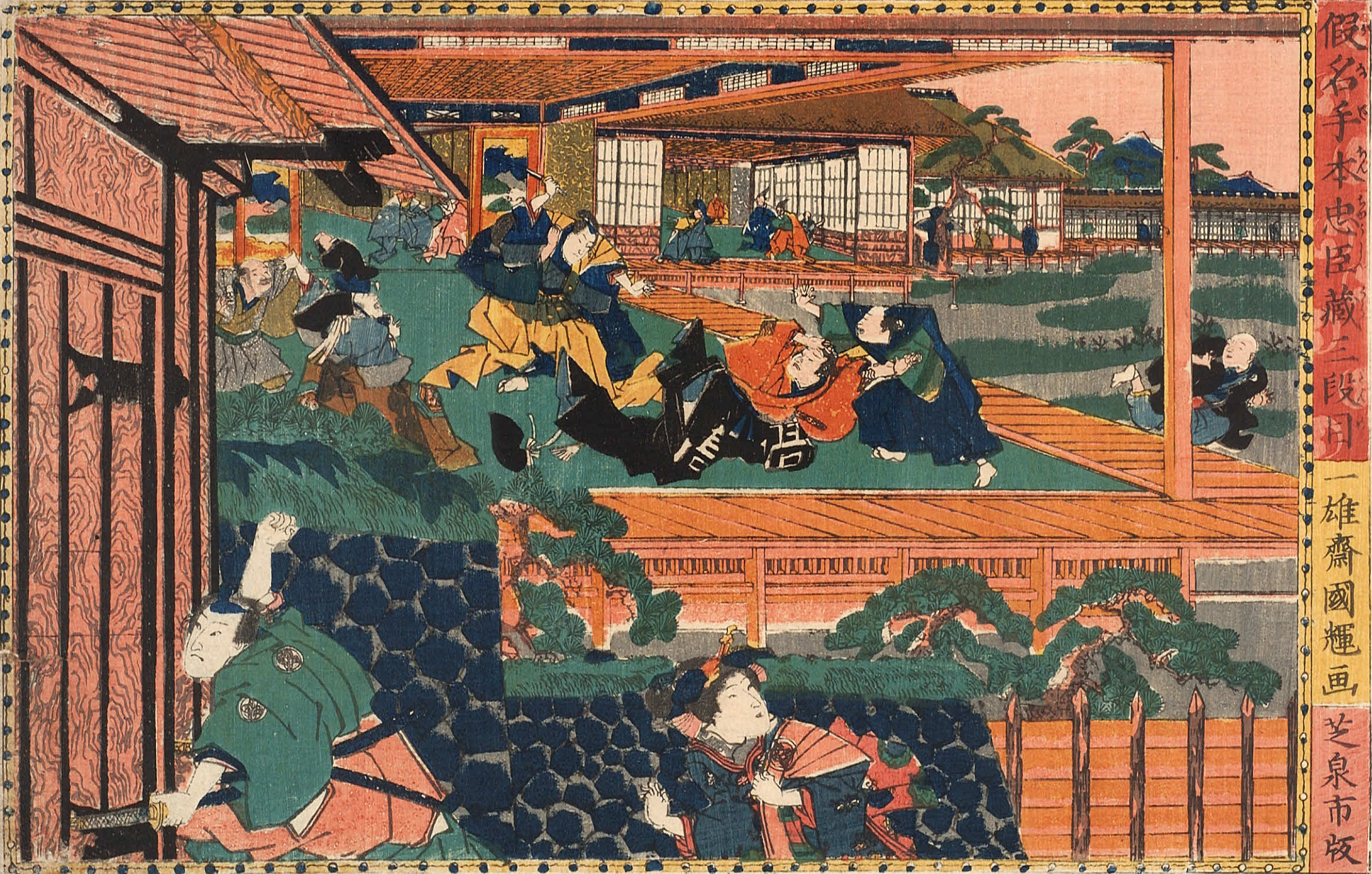
Représentation de l'attaque d'Asano Naganori sur Yoshinaka Kira au château d'Edo.

Asano Naganori est un nom japonais traditionnel ; le nom de famille (ou le nom d'école), Asano, précède donc le prénom (ou le nom d'artiste).
Asano Naganori (浅野 長矩, 28 septembre 1667-21 avril 1701) est l'un des daimyos du domaine d'Akō au Japon (1675-1701). Il portait le titre de Takumi no kami (内匠頭). Il est connu pour avoir provoqué une série d'incidents racontés dans les fictions Chūshingura, l'un des sujets favoris du théâtre kabuki et bunraku et des films et livres japonais.

## Biographie
Né à Edo, Naganori est le fils d'Asano Nagatomo. Sa famille est une branche du clan Asano, dont la lignée principale est basée à Hiroshima. Son grand-père, Naganao, est nommé daimyo du domaine d'Akō, estimé à 50 000 koku. Après la mort de ce dernier en 1671, Nagamoto lui succède à la tête du domaine mais meurt trois ans plus tard en 1675. Asano Naganori succède à son père à l'âge de neuf ans.
En 1680, il est nommé Takumi no kami, à la tête des menuisiers de la cour impériale, mais cette fonction était symbolique, comme les autres postes accordés aux samouraïs à cette époque ; cela n'était qu'un titre honorifique. En tant que daimyo d'un petit domaine, il est nommé plusieurs fois à des fonctions au sein du shogunat Tokugawa. En 1683, il est nommé pour être l'un des deux fonctionnaires devant accueillir les émissaires de la cour impériale au shogunat. C'est à cette occasion qu'il rencontre pour la première fois Yoshinaka Kira, un kōke très gradé, maître des cérémonies du shogunat, chargé d'expliquer aux fonctionnaires la manière d'accueillir les invités nobles arrivant de Kyoto.
En 1694, Naganori tombe gravement malade. Il n'a pas d'enfant, et donc pas d'héritier à ce moment-là. Quand un daimyo mourait sans héritiers, sa maison était dissoute par le shogunat, ses terres étaient confisquées et ses serviteurs devenaient alors des rōnin. Pour éviter cela, il adopte son frère cadet Asano Nagahiro, surnommé Daigaku, ce qui est accepté par le shogun.
En 1701, il est à nouveau nommé Takumi no kami. On raconte qu'il était en mauvais termes avec Yoshinaka Kira, et leur relation ne fit qu'empirer.

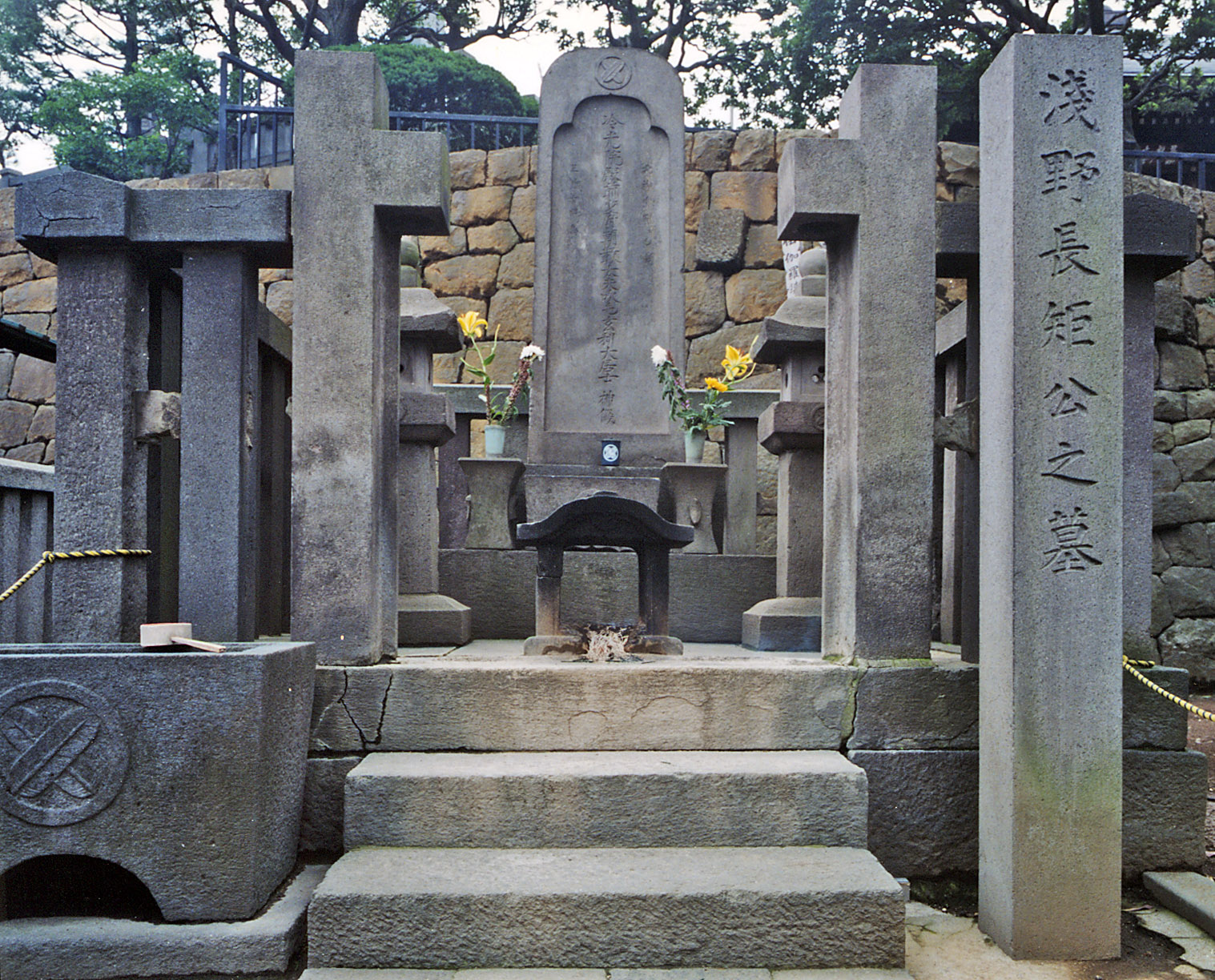
Tombe de Naganori Asano au Sengaku-ji.

Le jour de sa mort, il dégaine son sabre et tente de tuer Kira dans le couloir des pins du château d'Edo. Il le blesse mais ne parvient pas à le tuer, car Kajikawa Yoriteru met un terme à son attaque. Le même jour, le shogun Tsunayoshi Tokugawa le condamne à la mort par seppuku, ce qu'il accomplit après avoir écrit un poème d'adieu :
「風さそふ花よりもなほ我はまた春の名残をいかにとやせん
Kaze sasofu / hana yori mo naho / ware wa mata / haru no nagori o / ika ni toyasen.
Plus que les fleurs de cerisier,

Invitant un vent à les souffler,

Je me demande ce qu'il faut faire,

Avec le reste du printemps.
Il est enterré au cimetière du Sengaku-ji. Ses serviteurs deviennent rōnin (samouraïs sans maître) quand le shogunat confisque ses terres. Sous la conduite d'Ōishi Kuranosuke, ils vengent leur seigneur en assassinant Kira le 14 décembre 1702 (selon le calendrier japonais, ou le 30 janvier 1703 selon le calendrier grégorien). Ils deviennent célèbres sous le nom des 47 rōnin, et leur vendetta est aujourd'hui l'une des plus connues au Japon.

## Culture populaire
- Asano Naganori est incarné par Min Tanaka dans le film 47 Ronin.